# Burggrevegatan
Burggrevegatan är en gata i stadsdelen Stampen i Göteborg. Den är cirka 670 meter lång och sträcker sig från Drottningtorget till Odinsplatsen.
Gatan fick sitt namn år 1921 efter ämbetstiteln burggreve, vilken var stadens högste militäre och juridiske styresman under åren 1624–1681 och 1716–1719. Det var bara Göteborg, Malmö och Falun, samt troligen Åbo, som i 1600-talets Sverige hade burggrevar. Namnberedningen föreslog år 1918 att den gata, som senare samma år fick namnet Garverigatan, skulle få namnet Burggrevegatan, efter läget intill den forna fastigheten Burggrevelyckan. Vid granskning ansåg ett utskott av drätselkammaren att namnet främst associerades med burggrevens ämbete och därför skulle ges till en mer centralt belägen gata.
Under åren 1883–1921 var gatans namn Stenbocksgatan, troligen till minne av fältmarskalken och generalguvernören Magnus Stenbock. Namnändringen gjordes för att undvika förväxling med andra gator med samma namn.
Vidkärrsgatan i stadsdelen Bagaregården hette tidigare Burggrevegatan.